# Philosepedon bishoppi
Philosepedon bishoppi är en tvåvingeart som först beskrevs av Rosario 1936.  Philosepedon bishoppi ingår i släktet Philosepedon och familjen fjärilsmyggor. Inga underarter finns listade i Catalogue of Life.